# Otón I de Montferrato
Otón I (también Otho o Ottone; muerto en 991) sucedió a su padre Aleramo como Marqués de Montferrato.
Otón era el segundo hijo de Aleramno y su primera esposa, pero su hermano mayor, Guillermo, murió poco antes que su padre (967). Tras la muerte de Aleramo en 967, la gran Marca Aleramica fue dividida entre el Marquesado de Montferrato que heredó Otón, y el Marquesado de Liguria que heredó Anselmo. Otón no aparece referenciado en ningún documento, ni con su padre ni con sus hermanos. Los únicos documentos en los que aparece son de generaciones posteriores, en los que se le menciona, como en una confirmación de unas posesiones de la abadía de Fruttuaria que él otorgó. Este hecho pudiera ser debido a que nunca hizo uso de su título, aunque sus descendientes prefirieron hacerlo patente.
Otón murió en 991, como se sabe gracias a la carta fundacional del monasterio de Spigno, del que Otón planificó su construcción. Dejó dos hijos:Guillermo, quien le sucedió, y Riprando. También tuvo dos hijas: Otta y Waldrada (Gualderada). 
| Predecesor: Aleramo | Marqués de Montferrato 991 | Sucesor: Guillermo III |